# Maren Ade
Maren Ade (ur. 12 grudnia 1976 w Karlsruhe) – niemiecka reżyserka, scenarzystka i producentka filmowa. Jedna z najważniejszych postaci współczesnej kinematografii niemieckiej.

## Życiorys
Urodziła się w 1976 w Karlsruhe w Badenii-Wirtembergii w rodzinie nauczycieli. Swoje pierwsze amatorskie filmy krótkometrażowe nakręciła jako nastolatka. W 1998 zaczęła studiować produkcję, a następnie reżyserię filmową na Uniwersytecie Telewizji i Filmu (HFF) w Monachium. Studia ukończyła w 2004.
W 2001 wraz z koleżanką ze studiów Janine Jackowski założyła wytwórnię filmową Komplizen Film. W wytwórni tej zrealizowała swój debiut fabularny, a zarazem film dyplomowy Las dla drzew (2003). Obraz ten – portret psychologiczny początkującej nauczycielki – pokazano na wielu międzynarodowych festiwalach filmowych i wyróżniono Nagrodą Specjalną Jury na Sundance Film Festival w 2005.
Jej drugi film fabularny, Wszyscy inni (2009), był kameralnym dramatem obyczajowym, którego akcja rozgrywała się na Sardynii, gdzie para głównych bohaterów spędzała urlop. Film miał swoją premierę w konkursie głównym na 59. MFF w Berlinie, gdzie zdobył Grand Prix Jury i Srebrnego Niedźwiedzia dla najlepszej aktorki dla Birgit Minichmayr. Obraz wszedł na ekrany kin w 18 krajach.
Kolejny film Ade, Toni Erdmann (2016), stał się prawdziwą sensacją na 69. MFF w Cannes, gdzie był pierwszym niemieckim filmem w konkursie od ponad dziesięciu lat. Była to opowieść o ojcu, który poprzez swoje niekonwencjonalne żarty i dziwaczne przebrania stara się sprawić, by jego poważna, pracująca w korporacji córka zaczęła wreszcie cieszyć się życiem. Inspiracją dla postaci filmowej był ojciec samej Maren Ade. Ten niemal trzygodzinny, pozornie lekki komediodramat, który śmieszył i wzruszał publiczność do łez, dotykał wielu istotnych tematów, jak relacje rodzinne na linii ojciec-córka, krytyka korporacjonizmu czy gwałtownie zmieniająca się Europa Wschodnia (na przykładzie Rumunii).
Film odniósł niebywały sukces na całym świecie. Wśród najważniejszych wyróżnień dla niego wymienić należy nagrodę FIPRESCI w Cannes, pięć Europejskich Nagród Filmowych w najważniejszych kategoriach (film, reżyseria, aktor, aktorka, scenariusz) oraz nominację do Oscara dla najlepszego filmu nieanglojęzycznego. Ade została też pierwszą w historii kobietą-reżyserem filmu wyróżnionego Europejską Nagrodą Filmową dla najlepszego filmu.
Dzięki wytwórni Komplizen Film, Maren Ade odniosła również sukces jako producentka filmów innych reżyserów, takich jak Ulrich Köhler (Sen o Afryce, 2011), Barbara Albert (Ci, którzy żyją i umierają, 2012), Benjamin Heisenberg (Superegos, 2014), Miguel Gomes (Tabu, 2012) czy Sebastián Lelio (Fantastyczna kobieta, 2017).
Zasiadała w jury konkursu głównego na 70. MFF w Cannes (2017).
Prywatnie jest żoną reżysera Ulricha Köhlera, z którym ma dwoje dzieci. Mieszkają w Berlinie.

## Filmografia

### Reżyser

#### Filmy fabularne
- 2003: Las dla drzew (Der Wald vor lauter Bäumen)
- 2009: Wszyscy inni (Alle Anderen)
- 2016: Toni Erdmann

#### Filmy krótkometrażowe
- 2000: Ebene 9
- 2001: Vegas[4][5]